# Libela
Libela  ili razulja (lat. libella, deminutiv od libra: vaga) je geodetski mjerni instrument koji služi za postavljanje osi u vertikalan ili horizontalan položaj, a također se koristi kao geodetski pribor. Po obliku se libele mogu podijeliti na cijevne i kružne (dozne). Libela je naprava za ispitivanje horizontalnosti (vodoravnosti) ravnih ploha. Sastoji se od ravna stalka s ugrađenom blago zavijenom prozirnom cijevi, koja je ispunjena tekućinom tako da sadrži i mjehurić plina. Postavi li se libela na horizontalnu ravninu, mjehurić će se nalaziti u sredini cijevi, a eventualni nagib očitovat će se u otklonu mjehurića od srednjega položaja. Libela se često upotrebljava u građevinarstvu radi utvrđivanja horizontalnih linija.

## Cijevna libela
Cijevna libela se prvi puta primijenila 1661. (francuski izumitelj Melchisedech Thevenot). Sastoji se od staklene cijevi koja je s unutrašnje strane brušena u bačvastom obliku. Ispunjena je tekućinom niskog ledišta (nižeg od - 50 ˚C), a to je alkohol ili eter.
S vanjske strane libele nalazi se ugravirana podjela koja može biti kontinuirana ili simetrična (prekinuta). Središnja točka podjele naziva se markom libele. Osjetljivost ili podatak libele mjeri se središnjim kutom koji odgovara luku od jednog parsa ε. To je kut promjene nagiba libele uz pomak mjehura za veličinu jednog parsa. Najpreciznije libele imaju osjetljivost od 1˝ do 2˝. Osjetljivost se kod geodetskih instrumenata kreće od: 10˝ - 120˝. Ispravno promatranje podjele libele je promatranje okomito na podjelu. Temperatura utječe na duljinu mjehura libele. Libela na dalekozoru postavljena je paralelno s vizurnom osi dalekozora i služi za točnije postavljanje dalekozora, to jest vizurne osi u vodoravan položaj.

## Kružna libela
Kružna (dozna) libela datira od 1770. Primjenjuje se za grubo horizontiranje. Gornja ploha libele je dio kugle. S vanjske strane stakla nalazi se jedan ili više koncentričnih kružića. Središte kružića je marka libele. Os dozne libele prolazi markom i središtem zakrivljenosti unutrašnje brušene plohe. Kada se mjehurić nalazi u središtu kružića libela je namještena; os libele je vertikalna u prostoru. Osjetljivost kružne (dozne) libele kreće se od 2΄ - 30΄ te se koristi za grubo horizontiranje instrumenata i pribora.

## Vanjske poveznice
|  | Zajednički poslužitelj ima još gradiva o temi Libela |